# Orange Books
Издателство Orange Books е частно българско издателство, основано през 2012 г. в София.

## История
Orange Books издава популярни съвременни автори. До 2020 г. под неговото лого са издадени над 90 заглавия. Целта на издателството е да представя интересни за българската публика заглавия, като главен фокус са по-младите читатели и възпитаването на техния читателски вкус. Издават се съвременна проза, фентъзи, дамска проза (чиклит), романи за млади читатели.
През 2017 година за под логото на издателството за пръв път на български език излиза романа „Разказът на прислужницата“ на Маргарет Атууд.
Популярни автори, издадени от Orange Books, са Маргарет Атууд, Катрин Арден, Нийл Шустърман, Дженифър Донъли, Ема Хийли, Тахере Мафи, Кели Барнхил, Цветелина Владимирова, Иън Пиърс, Кат Кроули, Джуно Диас, Лена Манда, Луис О'Нийл, Никос Диму, и др.
През 2014 г. издателството издава книгата „Дъблин Стрийт“ от Саманта Йънг, която бързо се изкачва на челни позиции в класациите с бестселъри. От същата поредица са издадени още четири заглавия.
Издателството е член на Асоциация „Българска книга“.

## Orange Books и УНИЦЕФ
През 2013 г. Orange center и Orange Books започват партньорство с УНИЦЕФ, което продължава. Каузата, която издателството насърчава, е „Дари знание на децата на България“, чиято цел е да помогне на повече деца да посещават и да не отпадат от училищата.
През 2014 г., в подкрепа на каузата, издателство Orange Books организира конкурс за детски разказ на тема училище. В конкурса участват над 500 деца, а най-добрите творби са публикувани в книгата „Децата на България разказват... истории от празната дъска“. Сборникът е издаден изцяло с благотворителна цел – всички приходи от продажбите му са дарени на УНИЦЕФ. През 2015 г. Orange Books, специално за кампанията с УНИЦЕФ, издава още една книга – първото луксозно издание на „Малкият принц“ от Антоан дьо Сент-Екзюпери.